# Xavier Lesage
François Xavier Edmond Marie Lesage (ur. 25 października 1885 w Moret-sur-Loing, zm. 3 sierpnia 1968 w Gisors) – francuski jeździec sportowy. Dwukrotny złoty medalista olimpijski z Los Angeles 1932.
Startował w konkurencji ujeżdżenia. Już w Paryżu w 1924 wywalczył brązowy medal w konkursie indywidualnym, osiem lat później nie miał sobie równych w obu konkursach. Wyprzedził m.in. swego rodaka Charlesa Mariona.

## Starty olimpijskie (medale)
Paryż 1924
- konkurs indywidualny (na koniu Plumard) - brąz

Los Angeles 1932
- konkurs indywidualny, konkurs drużynowy (Taine) - złoto